# Prentice Edrington
Prentice Edrington fue un deportista estadounidense que compitió en vela en la clase Star. Ganó dos medallas en el Campeonato Mundial de Star, oro en 1928 y plata en 1929.

## Palmarés internacional
| Campeonato Mundial | Campeonato Mundial             | Campeonato Mundial | Campeonato Mundial |
| Año                | Lugar                          | Medalla            | Clase              |
| ------------------ | ------------------------------ | ------------------ | ------------------ |
| 1928               | Newport Beach (Estados Unidos) | Medalla de oro     | Star               |
| 1929               | Nueva Orleans (Estados Unidos) | Medalla de plata   | Star               |